# سیارک ۴۸۱۸
سیارک ۴۸۱۸ (به انگلیسی: 4818 Elgar، نامگذاری:1984EM) چهار هزار و هشتصد و هجدهمین سیارک کشف شده‌است که در ۱ مارس ۱۹۸۴ کشف شد.
قدر مطلق سیارک برابر ۱۳٫۶۰ است.